# 秋里籬島
秋里 籬島（あきさと りとう、生没年不詳）は、江戸時代の読本作者、俳人。名所図会の先駆者として知られる。

## 来歴
京都の人。本姓は池田であるが、秋里を称す。名は舜福。字は湘夕。籬島、秋里山人、籬島軒と号す。仁左衛門とも称す。安永から文政期に活躍、名所図会の編著者として知られており、随筆、紀行文などの他、読本の著作もあり、ごくまれに自ら挿絵も描いている。安永9年（1780年）刊行の『都名所図会』（竹原春朝斎画）が代表作として著名であり、ほかに文化2年（1805年）刊行の自画作による地誌本『唐土名所談（もろこしめいしょだん）』が知られている。
『都名所図会』が当たったことで画工を連れて諸国を回り、数十種類に及ぶ名所図会を編纂し、名所図会の流行を作ったほか、俳書や辞書、作庭書など約40冊の著書がある。

## 編著作
著作の多くは国立国会図書館デジタルコレクションで誌面を確認できる。

### 実用書
名所図会
- 『都名所図会』、再版、1780年[5]
- 『都花月名所』1793年[6]
- 『和泉名所図会』1796年[注 1]
- 『伊勢参宮名所図会』1797年[注 2]
- 『東海道名所図会』1797年 挿絵を北尾政美、竹原春泉斎、蒲生踊魚らが描く。
- 『摂津名所図会』1798年
- 『都林泉名勝図会』[8]1799年
- 『河内名所図会』1801年[注 3]
- 『唐土名所談』1805年 外国の地誌[注 4]
- 『木曽路名所図会』1814年[注 5]
- 『近江名所図会』1815年

建築、造園、作庭
- 『ももしき』1812年[注 6]

- 『石組園生八重垣伝（いしぐみ そのう やえがき でん）』1827年[注 7]
- 『築山庭造伝（つきやま にわづくり でん）』（後編）[10]、1829年。北村援琴の『築山庭造伝』[注 8]の続編。

### 地図・図面
- 『京之水』1841年。大内裏と都の図面合計2点と建築史の解説書「上・麟の巻（りんのまき）」「下・鳳の巻（ほうのまき）」。

- 『大日本道中早引細見図（だいにちぽん どうちう はやひき さいけんのづ）』、吉文字屋市兵衞、1830年。NCID BA37574237。1枚ものの地図。

### 文学
- 『俳翼（はいよく）』、北村四良兵衛ほか7名、寛政7年（1795年）[注 9]
- 『秘傳千羽鶴折形』 挿絵 竹原春泉斎、寛政9年（1797年）刊行
- 『絵本源平盛衰記』[注 10]
- 『絵本保元平治図会』[注 11]

### 注
1. ↑  『和泉名所図会』4巻4冊。花山院愛徳「序」、寛政7年（1795年）10月。巻之一（大鳥郡）、巻之二（大鳥郡）、巻之三（和泉郡、和南郡）、巻之四（日根郡、巻末「名所記総目録」）[7]。
2. ↑   蔀関月（編・画）、秋里湘夕（撰）『伊勢参宮名所図会』、大坂 : 塩屋忠兵衛ほか、寛政9年（1797年）。全5巻。
3. ↑  『河内国名所図会』丹羽桃渓（画）、浪華 : 森本太助ほか5名、享和元年（1801年）。
4. ↑  秋里湘夕（著・画）『唐土名所談』、皇都 : 近江屋伝右衛門ほか、文化2年（1805年）。全5冊、マイクロ資料。
5. ↑  『木曽路名所図会』西村中和（画）、京都 : 西村吉兵衛ほか、文化2年（1805年）。全6巻7冊、マイクロ資料。別題『岐阻路名所図会』。
『大日本地誌大系』第1巻に収載[9]されたものは、第4冊『伊勢参宮名所図会』巻之上、第11冊『同』巻之下（蔀関月撰）。第12冊『木曽路名所図会』巻1-3、第14冊『同』巻4-6（秋里籬島編）。
6. ↑  柴野栗山『ももしき』秋里籬島（写）、文化9年（1812年）、原書は寛政2年。全3冊。付録は柴邦彦（著）『賢聖障子名臣冠服考証（けんせい しょうじ めいくん かんぷく こうしょう）』2巻。主題は京都御所、有職故実、建築。
7. ↑  『石組園生八重垣傳』傳鮮・乾（全国書誌番号:22779618）／坤（全国書誌番号:22779619）、大阪 : 柳原喜兵衛、発行年不明。
『石組園生八重垣伝』築山山水（乾、坤）、松井善吉、明治34年（年）。
8. ↑  上原敬二『築山庭造伝 : 解説』第1巻、第2巻、復刻版、加島書店〈造園古書叢書〉、1989年。NCID BN10756326。
9. ↑  北明舎貞彦（輯）『俳翼 : 芭蕉翁其角嵐雪』、文書堂、1883年。doi:10.11501/1085313。
10. ↑  『絵本源平盛衰記』、東京 : 鶴声社、明治16年（1883年）。doi:10.11501/880080。
11. ↑  小川源兵衞板『保元平治闘図会』中和（画）全10巻は享和元年（1801年）。NCID BA43719083。河内屋太助板『保元平治闘図会』西村中和（画）全10巻は出版年不明。NCID BA54593136。[11]。

## 関連文献
- 日本浮世絵協会編『原色浮世絵大百科事典』第2巻、大修館書店、1982年